# Изложба „Нови чланови” (2014)
Изложба „Нови чланови” се одржала у периоду од 27. фебруара до 16. марта 2014. године у Уметничком павиљону „Цвијета Зузорић”.

## Излагачи

### Сликари
1. Марија Аврамовић
2. Јована Бранковић
3. Андријана Бугарић
4. Биљана Веселиновић
5. Ана Ђаповић
6. Небојша Глигорић
7. Ксенија Јовишевић
8. Андреј Конопек
9. Никола Марковић
10. Марта Николић
11. Тара Родић
12. Даница Тешић

### Графичари
1. Марија Анђелковић
2. Дања Текић
3. Марија Тошковић

### Вајари
1. Тамара Јеремић
2. Вук Љубисављевић
3. Оља Нонковић
4. Никола Пантовић
5. Сања Сремац

### Проширени медији
1. Дарко Антоновић
2. Теодора Балабановић
3. Владимир Исаиловић
4. Марта Боси Јовановић
5. Андријана Пајовић
6. Катарина Петровић